# Krasni (Sovetski)
Krasni (del ruso: Красный) es un posiólok del raión de Timashovsk del krai de Krasnodar, en Rusia. Está situado en una zona de llanuras cercanas a la orilla izquierda del río Grechanaya Balka, afluente por la izquierda del río Kirpili, 19 km al oeste de Timashovsk y 58 km al norte de Krasnodar, la capital del krai. Tenía 180 habitantes en 2010.
Pertenece al municipio Poselkovoye.